# 江迎町
江迎町（えむかえちょう）は、長崎県の北部にあった町。北松浦郡に属した。2010年（平成22年）3月31日、鹿町町とともに佐世保市へ編入合併し、自治体としては消滅した。
ここでは、現在の佐世保市の一地域としての江迎（えむかえ）についても記述する。

## 地理
長崎県本土地域の最北部、北松浦半島中北部を町域とし、佐世保市の中心市街地から北西へ約20kmの場所に位置する。町域は江迎川が東から西へ横断し、北西部は半島に切り込んだ江迎湾に接する。北部・南部は丘陵地が広がる。

### 隣接市町村
2010年（平成22年）3月時点
- 松浦市
- 平戸市 — 田平町
- 佐世保市 — 吉井町
- 北松浦郡
  - 鹿町町
  - 佐々町

## 地域

### 地名
江迎町では「長坂」「猪調」の大字が設置されていたが、1957年（昭和32年）に大字の表示を廃止した。
2010年（平成22年）佐世保市編入時に地名末尾の「免」の文字、及び小字を廃し、旧来の免の名称に「江迎町」を冠した町名に変更された
（表記例：北松浦郡江迎町大字長坂長坂免→北松浦郡江迎町長坂免→佐世保市江迎町長坂）
| 町名設置前（北松浦郡江迎町） | 町名設置前（北松浦郡江迎町） | 読み         | 町名設置後（佐世保市） | 町名設置後（佐世保市）                   |
| 大字                         | 免                           | 読み         | 町名                   | 行政区                                   |
| ---------------------------- | ---------------------------- | ------------ | ---------------------- | ---------------------------------------- |
| 大字長坂                     | 赤坂免                       | あかさか     | 江迎町赤坂             | 赤坂                                     |
| 大字長坂                     | 飯良坂免                     | いいらざか   | 江迎町飯良坂           | 根引(一部)                               |
| 大字長坂                     | 箙尾免                       | えびらお     | 江迎町箙尾             | 栗越(一部)                               |
| 大字長坂                     | 奥川内免                     | おくがわち   | 江迎町奥川内           | 中尾(一部)、深川                         |
| 大字長坂                     | 梶ノ村免                     | かじのむら   | 江迎町梶ノ村           | 梶ノ村(一部)                             |
| 大字長坂                     | 上川内免                     | かみがわち   | 江迎町上川内           | 長坂(一部)、西江迎(一部)                 |
| 大字長坂                     | 北田免                       | きただ       | 江迎町北田             | 梶ノ村(一部)                             |
| 大字長坂                     | 北平免                       | きたひら     | 江迎町北平             | 東岩崎(一部)                             |
| 大字長坂                     | 栗越免                       | くりこし     | 江迎町栗越             | 栗越(一部)                               |
| 大字長坂                     | 小川内免                     | こがわち     | 江迎町小川内           | 東岩崎(一部)、小川内、小川内団地         |
| 大字長坂                     | 中尾免                       | なかお       | 江迎町中尾             | 中尾(一部)                               |
| 大字長坂                     | 長坂免                       | ながさか     | 江迎町長坂             | 長坂(一部)、西江迎(一部)、東江迎、西岩崎 |
| 大字長坂                     | 根引免                       | ねびき       | 江迎町根引             | 根引(一部)                               |
| 大字長坂                     | 三浦免                       | みうら       | 江迎町三浦             | 三浦、東岩崎(一部)                       |
| 大字長坂                     | 乱橋免                       | みだればし   | 江迎町乱橋             | 東岩崎(一部)                             |
| 大字猪調                     | 猪調免                       | いのつき     | 江迎町猪調             | 岩石、猪調、平野、丸尾、東丸尾           |
| 大字猪調                     | 志戸氏免                     | しとのうじ   | 江迎町志戸氏           | 志戸氏、東ノ木                           |
| 大字猪調                     | 田ノ元免                     | たのもと     | 江迎町田ノ元           | 岩下、田ノ元、潜竜団地、住吉、開田       |
| 大字猪調                     | 七腕免                       | ななかい     | 江迎町七腕             | 堤原                                     |
| （大字下寺）                 | 末橘免                       | すえたちばな | 江迎町末橘             | 末橘、亀ノ子                             |
| -                            | 埋立免                       | うめたて     | 江迎町埋立             | 西江迎(一部)                             |

1. ↑  1955年（昭和30年）、北松浦郡田平町（現・平戸市）より編入。田平町発足以前の自治体である旧南田平村時代は「下寺」の大字を冠称していたが、江迎町編入時にこの大字は採用されなかった。このため1957年の大字廃止まで町内で唯一大字なしの区域だった。
2. ↑  1959年（昭和34年）、埋立地造成により成立。

## 歴史

### 近世以前
江迎は古くから交通の要衝であり、江戸時代には平戸藩が利用する平戸往還の本陣が置かれた。

### 近現代
- 1889年（明治22年）4月1日 - 町村制施行に伴い、以下の村が成立。
  - 長坂村・猪調村が合併して北松浦郡江迎村が成立。
  - 同時に下寺村・小手田村が合併して北松浦郡南田平村が成立。
- 1940年（昭和15年）4月1日 - 江迎村が町制施行, 江迎町となる。
- 1949年（昭和24年）5月24日 - 昭和天皇が潜龍炭鉱に行幸（昭和天皇の戦後巡幸）[3]。
- 1954年（昭和29年）4月1日 - 南田平村が田平村と合併し田平町（現平戸市）となる。
- 1955年（昭和33年）4月15日 - 旧南田平村大字下寺の一部、末橘免を田平町より江迎町へ編入。
- 2010年（平成22年）3月31日 - 鹿町町とともに佐世保市へ編入合併し自治体として消滅。
  - 江迎町役場は「佐世保市役所江迎行政センター」となる。
- 2012年（平成24年）8月1日 - 佐世保市役所江迎行政センターが「佐世保市役所江迎支所」に改称。

## 行政

### 町長
公選による町長
- 小林知一（1947年4月7日 - 1961年9月21日）
- 馬場鉄治（1961年10月29日 - 1973年10月28日）
- 森澤賢司（1973年10月29日 - 1989年10月28日）
- 亀山春光（1989年10月29日 - 1997年10月28日）
- 松田弘明（1997年10月29日 - 2005年10月28日）
- 亀山春光（2005年10月29日 - 2010年3月30日）再任

## 警察
- 江迎警察署

## 産業
北松浦半島では半島内の各地域で石炭を産出し、北松炭田として栄えた。そのためかつては町内にも数ヶ所の炭鉱があったが、1960年代にすべて閉山し、現在は農業が中心である。
また、町おこしの一環として、「誰にでも手軽に始められる縮緬細工の『えむかえ繭玉』」をスローガンに、町民の団体「花手まり」が結成され、繭玉をアレンジした「手毬きめ込み人形」を全国に先駆けて手作り生産をしている。

## 医療
- 北松中央病院 - 江迎町が設置する地方独立行政法人による経営

## 教育

### 中学校
- 江迎中学校

### 小学校
- 江迎小学校
- 猪調小学校

## 交通
- 最寄り空港は長崎空港。

### 鉄道路線
- 松浦鉄道西九州線
  - すえたちばな駅、高岩駅 - いのつき駅 - 潜竜ヶ滝駅
    - ※江迎町の実質的な中心駅である江迎鹿町駅は鹿町町にある。

### バス路線
- 西肥自動車（西肥自動車は江迎町を発祥地とする）
  - 江迎バスセンター
    - 佐世保市と平戸市を結ぶ路線が経由するほか、鹿町町・小佐々町（佐世保市）方面への始発地でもある。
    - 江迎バスセンターから橋を渡って江迎川を越えて鹿町町に渡ると江迎鹿町駅がある。
- 江迎町自体も、一時期江迎町巡回バスを運行していたことがある。

### 道路

#### 一般国道
- 国道204号

#### 県道
主要地方道
- 長崎県道18号佐々鹿町江迎線
- 長崎県道61号御厨田代江迎線

その他の県道
- 長崎県道144号松浦江迎線
- 長崎県道227号志方江迎線
- 長崎県道228号御厨江迎線

#### その他の道路
- 北松広域農道

## 郵便
- 江迎郵便局
- 猪調郵便局
- 高岩簡易郵便局

## 名所・旧跡・観光スポット・祭事・催事

### 名所
- 潜竜ヶ滝（平戸八景）
- 高岩（平戸八景）
- 白岳自然公園[4][5]
- 江迎本陣跡（県史跡）

### 祭事・催事
- 肥前江迎繭玉まつり（3月上旬 - 4月上旬）
- 千灯籠まつり（8月23・24日）

## 江迎町出身の有名人
- 新條まゆ（漫画家）
- 中村弘海（元衆議院議員、元西肥自動車社長）
- 徳田真寿（三角形にこだわった奇人として知られる）
- 松田九郎（元衆議院議員）